# GIGA (Nacions Unides)
Giga Alliance és un programa de treball conjunt de dues agències de les Nacions Unides, UNICEF (Ciència i Tecnologia) i la Unió Internacional de Telecomunicacions (TIC) per connectar totes les escoles del món a Internet. El programa funciona identificant totes les escoles dels països i proporcionant recursos financers a les escoles, de manera que es pugui obtenir connectivitat. El secretari general de les Nacions Unides el febrer de 2022 va demanar a l'⁣Assemblea General de les Nacions Unides que reconegués que:
| « | (anglès) To accelerate progress on SDG 9 on industry and innovation, the report calls for greater flexibility in intellectual property rights, technology transfer, trade facilitation support and limits on the use of trade restrictions. It also calls for access to the Internet as a basic human right, and for steps to achieve this for everyone everywhere by 2030, including through the Giga initiative and the Transforming Education Summit. | (català) Per accelerar el progrés de l'ODS 9 sobre indústria i innovació, l'informe demana una major flexibilitat en els drets de propietat intel·lectual, la transferència de tecnologia, el suport a la facilitació del comerç i els límits a l'ús de restriccions comercials. També demana l'accés a Internet com a dret humà bàsic i que es prenguin mesures per aconseguir-ho per a tothom a tot arreu l'any 2030, fins i tot mitjançant la iniciativa Giga i la Cimera Transformar l'Educació. | » |
| — Secretary-General's remarks at the 1st General Assembly Thematic Consultation as a follow-up to the report "Our Common Agenda" - Accelerating and scaling up the Sustainable Development Goals, leaving no-one behind [as delivered] | | |   |

## Països actius
- Àsia central[4]
  - Kazakhstan⁣: 7.410 escoles cartografiades
  - Kirguizstan⁣: 692 escoles connectades
- Amèrica Llatina i Carib Oriental[4]
  - Estats del Carib oriental (OECS): 9/11 països van completar la cartografia
  - Hondures⁣: 545 escoles connectades
- Àfrica subsahariana[4]
  - Ruanda⁣: va identificar 1.530 escoles mitjançant imatges de satèl·lit
  - Kenya⁣: 75 escoles connectades
  - Sierra Leone⁣: 205 escoles connectades
  - Níger⁣: Publicació de RfP per a un estudi de viabilitat

## Seu
Segons el diari La Vanguardia (del 15 de juliol de 2022) el projecte s'ubicarà en un magatzem reformat de Barcelona que acull un centre d'innovació conegut com a Ca l'Alier.